# Marie Bobillier
Pour les articles homonymes, voir Brenet et Bobillier.
Marie Bobillier, née à Lunéville le 12 avril 1858 et morte dans le 6e arrondissement de Paris le 4 novembre 1918, est une musicologue, critique musicale française, écrivant sous le pseudonyme de Michel Brenet.

## Biographie
Née d’un père militaire, capitaine puis colonel dans l’artillerie, Marie Bobillier, fille unique, vit son enfance dans plusieurs villes, notamment Strasbourg et Metz, pour finalement s’installer à Paris en 1871. Elle apprend le piano, mais une scarlatine contractée à l’âge de treize ans, la rend invalide, influençant sa décision de consacrer sa vie à la recherche, après avoir été aux concerts Pasdeloup. C’est l'une des premières musicologues françaises.
Sa première publication, Histoire de la symphonie à orchestre (1882), remporte un prix à Bruxelles (Académie royale de Belgique), engageant sa réputation sans cesse croissante dans le milieu musicologique français. Douée d’une méthode rigoureuse, allant puiser aux sources et documents les plus fiables, elle enchaîne les publications – plusieurs études précieuses consacrées à la musique vocale – consacrées à Ockeghem, Goudimel, Palestrina (1906), Sébastien de Brossard, Haendel, Haydn, Grétry et Berlioz. Bobillier a également abordé la musique instrumentale classique et médiéval et a laissé un précieux et indépendant Dictionnaire pratique et historique de la musique, achevé et publié par Amédée Gastoué en 1926.
Son livre intitulé Notes sur l’histoire du luth en France a ouvert la voie aux recherches ultérieures dans ce domaine.
Ses œuvres majeures sont Les musiciens de la Sainte-Chapelle du Palais (« son œuvre maîtresse » selon La Laurencie,), Les concerts en France sous l’ancien régime et La librairie musicale en France de 1653 à 1790, où elle donne la preuve de sa grande érudition et de sa compétence d’historienne de la musique. Jean-Marie Fauquet résume l’œuvre de Marie Bobillier d’une phrase : c’« est d’un niveau de qualité exceptionnel, à la fois par la variété des sujets traités et par la méthode appliquée. »
En tant que critique ou musicologue, elle collabore aux journaux tels que L'Année musicale (entre 1911 à 1913, dont elle était un des fondateurs avec Jean Chantavoine (1877–1952), Louis Laloy et Lionel de La Laurencie – elle y rédigeait notamment des bibliographies d’ouvrages français, allemands, anglais et italiens), la Revue musicale, la Revue de musicologie, les Archives historiques, artistiques, littéraires, le Correspondant, le Courrier musical, le Guide du concert, le Journal musical, Le Ménestrel et la Tribune de Saint-Gervais (le bulletin mensuel de la Schola cantorum), etc. ; à l’étranger, elle collabore à la Rivista Musicale Italiana et au Musical Quarterly. Elle collabore aussi à l’Encyclopédie de la musique de Lavignac. Dotée d’une personnalité très réservée et alors que « l’estrade lui fait peur », elle donne quelques conférences ; mais décline sa participation aux sociétés savantes.
Elle laisse des notes, citations et relevés, accumulés tout au long de ses recherches, reliés après sa mort en dix-neuf volumes, et conservés sous le nom de Documents sur l’histoire de la musique à la Bibliothèque nationale,,.
Son pseudonyme provient du village du Doubs, Les Brenets, d’où est originaire sa famille paternelle.

## Ouvrages

### Monographies
- Histoire de la symphonie à orchestre : depuis ses origines jusqu’à Beethoven inclusivement, Paris, Gauthier-Villars, 1882, 168 p. (OCLC 3797930, BNF 35255266, lire en ligne [PDF])
- Grétry : sa vie et ses œuvres, Bruxelles, F. Hayez, coll. « Academie royale des sciences, des lettres et des beaux-arts de Belgique » (no 36), 1884, 287 p. (OCLC 606230105, BNF 30116511, lire en ligne [PDF])
- Deux pages de la vie de Berlioz : les œuvres de Berlioz en Allemagne ; le premier opéra de Berlioz, Paris, L. Vanier, 1889, 72 p. (OCLC 12737478)
- Jean de Ockeghem : maître de la chapelle des rois Charles VII et Louis XI, étude bio-bibliographique, d’après des documents inédits, Nogent-le-Rotrou, impr. de Daupeley-Gouverneur, 1893, 32 p. (OCLC 491487575, BNF 30116513)
- Sébastien de Brossard : prêtre, compositeur et bibliophile (165..–1730) : d’après ses papiers inédits, Genève, (Nogent-le-Rotrou, 1896) Éditions Minkoff, coll. « Société de l'histoire de Paris et de l'île-de-France », 1998, 53 p. (ISBN 2-8266-0934-3, OCLC 40551890, BNF 35255275)
- Claude Goudimel : essai bio-bibliographique, Paris/Tours, (Besançon, P. Jaquin, 1898) Éditions Coderg / Librairie Ars Musicale, coll. « Musique, les hommes et les instruments » (no 4), 1982, 46 p. (OCLC 11853533)
- La musique dans les couvents de femmes depuis le moyen âge jusqu’à nos jours (conférence , Tribune de Saint-Gervais, iv (1898), 25, 58, 73), Paris, Bureaux de la Schola cantorum, 1898, 18 p. (OCLC 44851066, BNF 31829609)
- Notes sur l’histoire du luth en France (Rivista Musicale Italiana, v (1898), 637–76; vi (1899), 1–44 – et Turin, 1899), Genève, Éditions Minkoff, 1973, 83 p. (ISBN 2-8266-0057-5, OCLC 729882)
- La musique sacrée sous Louis XIV (conférence), Paris, Bureau d'edition de la Schola Cantorum, 1899, 17 p. (OCLC 24950631)
- Les concerts en France sous l’ancien régime, Paris, Fischbacher, 1900, 407 p. (lire en ligne [PDF])
- La jeunesse de Rameau (Rivista Musicale Italiana, ix (1902), 658–93, 860–87; x (1903), 62–85, 185–206), Turin, Fratelli Bocca Editori, 1902, 109 p. (OCLC 812640, BNF 31829604)
- Palestrina, Paris, F. Alcan, coll. « Maîtres de la musique », 1906, 229 p. (OCLC 6150626, BNF 42877100, lire en ligne [PDF])
- La librairie musicale en France de 1653 à 1790, d’après les registres de privilèges (Sammelbände der Internationalen Musikgesellschaft, viii (1906–7), 401–66), Leipzig, 1907, 65 p. (ISSN 1612-0124, OCLC 844123473, lire en ligne)
- La plus ancienne méthode française de musique : L’art, science et pratique de plaine musique (Jacques Moderne, ca. 1530) avec introduction et appendice, Paris, Bureaux d'édition de la Schola Cantorum, 1907, 32 p. (OCLC 458585958, BNF 31829619)
- Haydn, Paris, F. Alcan, coll. « Maîtres de la musique », 1909, 207 p. (OCLC 9116365, BNF 42877089, lire en ligne [PDF])
- Les musiciens de la Sainte-Chapelle du Palais : documents inédits, recueillis et annotés par Michel Brenet (Paris, A. Picard, 1910), Genève, Éditions Minkoff, coll. « Publications de la Société internationale de musique », 1973, 379 p. (ISBN 2-8266-0041-9, OCLC 1149112, lire en ligne [PDF])
- Musique et musiciens de la vieille France, Paris, F. Alcan, 1911, 249 p. (OCLC 3201267, lire en ligne [PDF])contient : Les musiciens de Philippe le Hardi, Jean de Ockeghem, maître de la chapelle des rois Charles VII et Louis XI, et Essai sur les origines de la musique descriptive par Jacques Mauduit
- Haendel : biographie critique, illustrée de douze planches hors texte, Paris, H. Laurens, coll. « Les musiciens célèbres », 1912 ; 1930, 126 p. (OCLC 2714575, BNF 35254998, lire en ligne [PDF])
- Musiciens d’autrefois (Paris, 1912)
- La musique militaire : étude critique, illustrée de douze planches hors texte, Paris, H. Laurens, coll. « Musiciens célèbres », 1917, 126 p. (OCLC 1978378, BNF 31829611, lire en ligne [PDF])
- Dictionnaire pratique et historique de la musique (complété par A. Gastoué), Paris, Armand Colin, 1926, 487 p. (OCLC 4530106, lire en ligne [PDF])

### Articles
- « Gounod et la musique sacrée ? », Le Correspondant, 10 décembre 1893 p. 965–986. (BNF 38717660)
- « Quatre femmes musiciennes » : Jacquet de La Guerre, Hélène de Montgeroult, Louise Bertin, Louise Farrenc, L’Art 2e série, tome 4 (1894), p. 107-112, 142-147 et 177-183/183-187, [Jacquet de La Guerre], [lire en ligne : Hélène de Montgeroult], [Louise Bertin et L. Farrenc].
- « Les Opéras féminins », Gazette musicale de la Suisse Romande, 28 février 1895, p. 68–72.
- « Jean Mouton », Tribune de Saint-Gervais 5 (1899), p. 323-334.
- « Guy d’Arezzo, Ponthus Teutonicus et l’abbé Odon », Tribune de Saint-Gervais 8 (1902), p. 121.
- « L’amitié de Berlioz et de Liszt », Guide musical 50 (1904), p. 595–687.
- « Deux comptes de la chapelle-musique des rois de France », Sammelbände der Internationalen Musikgesellschaft, Leipzig, vol. 6, no 1,‎ octobre-décembre 1904, p. 1–31 (ISSN 1612-0124, OCLC 6733321354, JSTOR 929008, lire en ligne).
- « Les débuts de l'abonnement de musique », Mercure musical, Paris, vol. 2, nos 19/20,‎ 15 octobre 1906, p. 256–273 (ISSN 1763-7287, OCLC 843350862, lire en ligne)
- " Essai sur les origines de la musique descriptive ", Rivista musicale italiana, tome XIV, fasc. 4e, 1907 (lire en ligne)
- « Mme de Genlis musicienne », Revue musicale S.I.M. 2 (1912), p. 1–14 [lire en ligne].
- L'Année musicale (F. Alcan)
  - L'Année musicale 1911 vol. 1 sur archive.org

Deux traductions françaises inédites des institutions harmoniques de Zarlino (1911) p. 125–144.
  - L'Année musicale 1912 vol. 2 sur archive.org

Participe à la bibliographie uniquement
  - L'Année musicale 1913 vol. 3 sur archive.org

Bibliographie des bibliographies musicales, Année musicale (1913), p. 1–152. (BNF 42877079)

### Éditeur
Marie Bobillier a édité des partitions d’Alexandre-Pierre-François Boëly chez M. Senart (avant 1909) :
- 30 caprices, opus 2 (1816)[13]
- 24 pièces pour piano, opus 22 (1858)[14]
- Pièces pour piano, opus 34 (1810)[15]
- Pièces pour piano, opus 47 (1846)[16]
- Pièces pour piano, opus 48 (1848–51)[17]
- Pièces pour piano, opus 50 (1816–1854)[18]
- Pièces pour piano, opus 51 (1853)[19]
- Pièces pour piano, opus 52 (1853)[20]
- Pièces pour piano, opus 55 (1855)[21]